# Чихарев, Николай Васильевич
Николай Васильевич Чихарев (9 мая 1910, с. Боровое, ныне Тюменская область — 10 октября 1986, Саратов) — командир отделения батальона инженерных заграждений, участник Великой Отечественной войны. Герой Советского Союза.

## Биография
Родился 26 апреля 1910 года в селе Боровое Ишимского района Тюменской области.
Участник Великой Отечественной войны с 1942 года на Южном, Закавказском, Северо-Кавказском, Степном и 2-м Украинском фронтах.
Дойдя до Днепра, отделение Чихарева одним из первых форсировало реку. Сапёры обследовали вражеский берег и обезвредили мины на пути движения основных сил советских войск. 3 октября 1943 года подразделение Чихарева под огнём противника занималось переправой на плотах боеприпасов и солдат. 6 октября у села Дзюбы отделение Чихарева обеспечивало паромную переправу через Днепр. Благодаря действиям Чихарева и его отделения была обеспечена переброска многих подразделений советских войск с левого берега Днепра на правый.
За мужество и героизм указом Президиума Верховного Совета СССР от 22 февраля 1944 года присвоено звание Героя Советского Союза с вручением ордена Ленина и медали «Золотая Звезда».
Жил в Саратове. Умер 10 октября 1986 года.

## Награды
- Медаль Золотая Звезда;
- орден Ленина;
- орден Красного Знамени;
- орден Отечественной войны 1-й степени;
- два ордена Красной Звезды;
- медаль «За боевые заслуги».

## Память
- Улица Николая Чихарева в Саратове